# I. Vardanész pártus király
I. Vardanész (?- 46) a Pártus Birodalom királya volt i. sz. 40-tól haláláig. Uralkodása fivérével, II. Gotarzésszal való hatalmi harccal telt, míg 46-ban meg nem gyilkolták.

## Származása
Vardanész II. Artabanosz király fia volt. Neve a középiráni Wardān (jelentése rózsa) görög átirata.

## Uralkodása

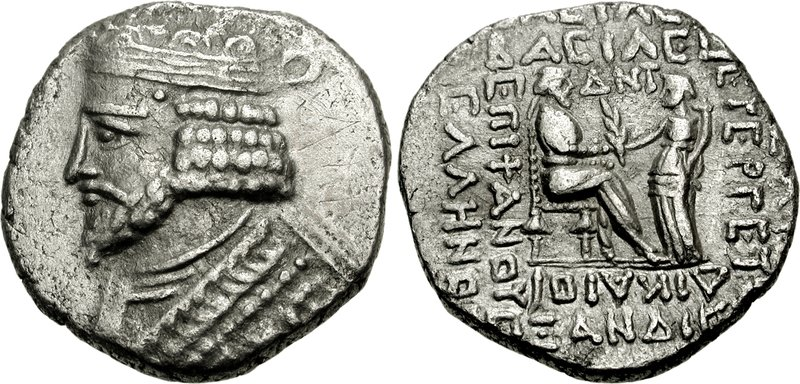
I. Vardanész ezüstpénze

Miután II. Artabanosz i. sz. 40 körül meghalt, Vardanész került a Pártus Birodalom élére. Röviddel később azonban Artabanosz fogadott fia, II. Gotarzész elbitorolta a trónt, majd feleségével és gyerekével együtt meggyilkoltatta a potenciális riválisnak számító másik fivérét, Artabanoszt. A nemesség felháborodott zsarnoki tettein és visszahívták Vardanészt, aki állítólag két nap alatt három ezer stadionnyi (471–528 km) távolságot megtéve meglepte és legyőzte Gotarzészt. Vardanes a tartományok kormányzóinak támogatásával hamarosan kiterjesztette ellenőrzését a birodalom nagy részére, bár a főváros Szeleukeia, amely már 35-ben fellázadt, nem ismerte el őt, így Vardanész ostrom alá vette a várost. A hosszas ostrom alatt Gotarzész – főleg dahák és hürkaniaiak támogatásával – visszatért és elűzte Vardanészt, aki a birodalom északkeleti tartományába, Baktriába menekült.
Eközben a mind a rómaiak, mind a pártusok által a saját érdekszférájuknak tekintett Örményországban Claudius római császár megbuktatta az addigi pártus származású királyt (Vardanész testvérét, Oródészt) és helyére saját jelöltjét, az ibériai herceg Mithridatészt ültette.
Vardanész és Gotarzész összegyűjtve erőit újabb csatára készült, amikor az utóbbi feltárta fivére előtt, hogy egy nemesi csoport összeesküvést szervez ellenük. A két rivális kiegyezett: Vardanész megkapta a birodalom trónját, míg Gotarzész megtarthatta Hürkaniát. Megegyezésük után még ugyanebben az évben (42-ben) Szeleukeia is megadta magát, hét évnyi lázadozást követően. A király jelentősen csökkentette a város autonómiáját és elvette pénzkibocsátási jogát. Udvarát meglátogatta a neves görög filozófus, Tianai Apollóniosz, aki az Indo-pártus Királyságba utazott. Vardanész kísérettel látta el a tudós karavánját és menlevelet adott neki. Mikor Apollóniosz megérkezett az indo-pártus fővárosba, Taxilába, a menlevél láttán nagy megbecsüléssel fogadták.
A hatalmát megszilárdító Vardanész azt tervezte hogy visszahódítja Örményországot, de miután Gaius Vibius Marsus, Szíria római kormányzója háborúval fenyegetőzött, letett szándékáról. Közben Gotarzész is megbánta, hogy lemondott a koronáról és ismét fellázadt Vardanész ellen, aki azonban az Erindesz folyónál (Média és Hürkania határán) vereséget mért rá. Ezután meghódoltatta a még mindig lázadozó tartományokat, egészen Aria régióig (a mai Pakisztánban)
I. sz. 46 körül a hatalmukat féltő nemesek egy csoportja vadászat közben meggyilkolta Vardanészt. Utána – bár a nemesek egy csoportja kérte Rómát, hogy küldje el számukra IV. Phraatész király ott élő leszármazottját, Meherdatészt – Gotarzész foglalta el a trónt.

## Fordítás
- Ez a szócikk részben vagy egészben  a   Vardanes I című angol Wikipédia-szócikk ezen változatának fordításán alapul.  Az eredeti cikk szerkesztőit annak laptörténete sorolja fel. Ez a jelzés csupán a megfogalmazás eredetét és a szerzői jogokat jelzi, nem szolgál a cikkben szereplő információk forrásmegjelöléseként.

| Előző uralkodó: II. Artabanosz | Pártus király 40 – 46 | Következő uralkodó: II. Gotarzész |